# Orientohemiteles ovatus
Orientohemiteles ovatus là một loài tò vò trong họ Ichneumonidae.